# El Cóndor (ort)
El Cóndor är en ort i Argentina.   Den ligger i provinsen Santa Cruz, i den södra delen av landet, 2 100 km sydväst om huvudstaden Buenos Aires. El Cóndor ligger 47 meter över havet och antalet invånare är 157.
Terrängen runt El Cóndor är huvudsakligen platt. El Cóndor ligger nere i en dal. Trakten är glest befolkad.